# Дьюхерст, Джерард
Джерард Па́уис Дью́херст (англ. Gerard Powys Dewhurst; 14 февраля 1872 — 29 марта 1956) — английский футболист, банкир и предприниматель. Выступал за футбольные клубы «Кэжуалз», «Олд Рептонианс», «Кембридж Юниверсити», «Коринтиан», «Ливерпуль» и «Ливерпуль Рамблерс», также провёл один матч за национальную сборную Англии.

## Биография
Родился в Паддингтоне (Лондон) в семье торговца хлопком Джорджа Бейкуэлла Дьюхерста и Фрэнсес Эйды Дьюхесрт (в девичестве Манн). Вырос в загородном доме Отрингтон-холле в окрестностях Лимма (графство Чешир). В апреле 1883 года поступил в Рептонскую школу, с 1889 по 1890 год играл за школьную команду по футболу. В июне 1890 года поступил в Тринити-колледж Кембриджского университета. С 1892 по 1894 год проводил официальные матчи за футбольную команду Кембриджа — клуб «Кембридж Юниверсити». В 1890 году играл за клуб «Кэжуалз», в следующем году — за «Олд Рептонианс». С 1892 по 1895 год провёл 32 матча за клуб «Коринтиан», в которых забил 18 голов.
В 1894 году провёл один матч за «Ливерпуль» (24 марта против клуба «Кру Александра»). Позднее играл за «Ливерпуль Рамблерс».
18 марта 1895 года Дьюхерст провёл свой единственный матч за футбольную сборную Англии: это была игра Домашнего чемпионата против сборной Уэльса, которая прошла в Лондоне и завершилась вничью со счётом 1:1, хотя перед игрой англичане считались фаворитами и им прогнозировали лёгкую победу.
Унаследовал от отца бизнес по торговле хлопком — компанию Geo. & R. Dewhurst Ltd в Манчестере, став её председателем и управляющим. Также был председателем страховой компании Vulcan Insurance в Манчестере, директором Лондонской страховой корпорации и членом Манчестерской королевской биржи. Во время Первой мировой войны был капитаном в Чеширском йоменском полку. После войны стал председателем банка Уильямса Дикона. Также был директором Королевского банка Шотландии. Работал мировым судьёй в Денбишире (Уэльс). В 1920 году компания Great Central Railway назвала один из своих паровозов класса 11F Improved Director в его честь (паровой локомотив № 507, позднее № 5507 и № 62661 «Gerard Powys Dewhurst»).
Умер в Бодидрисе (Уэльс) 29 марта 1956 года спустя 17 дней после смерти своей жены. Ему было 84 года.